# Guimarães (Maranhão)
Guimarães és una ciutat costanera situada a l'estat de Maranhão, al nord-est del Brasil. Es localitza a una latitud 02° 07′ 59″ sud i una longitud 44° 36′ 04″ oest, i a una altitud de 41 metres sobre el nivell del mar. La seva població en el cens de 2022 era de 10.290 habitants. Posseeix una superfície de 598,796 km². Va ser fundada el 19 de gener de 1758. La colonització del municipi s'inicià a finals del segle xvi, quan es creà una fortalesa per vigilar possibles invasions cap a Alcântara o São Luís.